# Rašovice (okres Vyškov)
Obec Rašovice se nachází v okrese Vyškov v Jihomoravském kraji. Žije zde 704 obyvatel.

## Historie

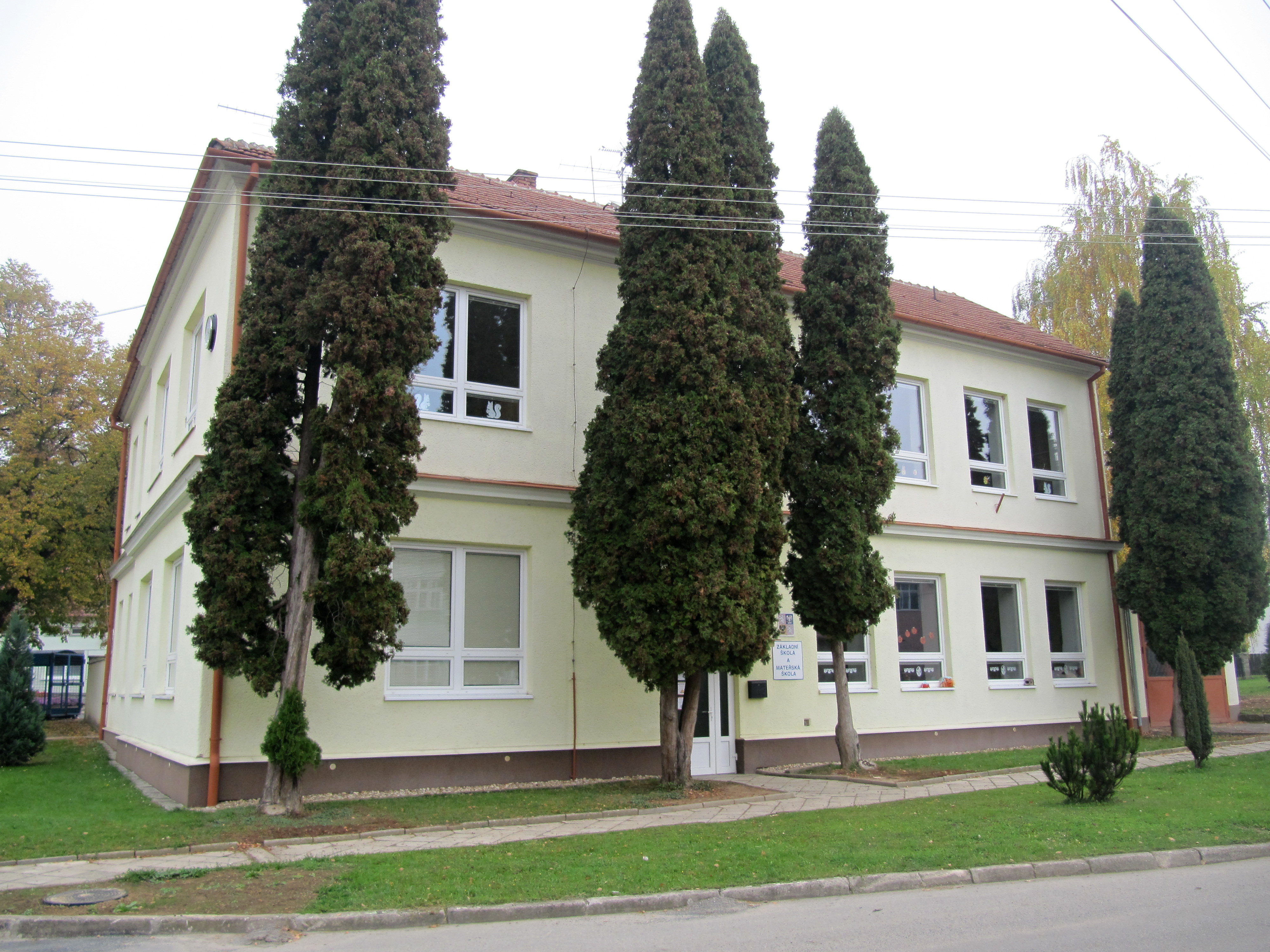
Rašovická škola

První písemná zmínka o obci pochází z roku 1131.

## Současnost
Od konce roku 2012 je v obci v provozu ČOV a nová kanalizace. V roce 2016 se v obci během roku uskutečnilo několik dobrovolných brigád obyvatel, při kterých dobrovolníci natírali lavičky, stožáry veřejného osvětlení, stavěli nové dřevěné zastřešené pódium a krytou pergolu pro diváky. Prostranství v centru obce brigádníci rozšířili a postavili opěrnou zeď. Na slavnostním otevření se v sobotu 15. října sešla většina vesnice.

## Obyvatelstvo

### Struktura
V obci k počátku roku 2016 žilo celkem 680  obyvatel. Z nich bylo 348  mužů a 332 žen. Průměrný věk obyvatel obce dosahoval 39,8 let, dle Sčítání lidu, domů a bytů provedeném v roce 2011, kdy v obci žilo 629  lidí. Nejvíce z nich (18%) ve věku od 30 do 39  let. Děti do 14 let věku tvořily 15,1 % obyvatel a senioři nad 70 let úhrnem 5,6 %. Z celkem 534  občanů obce starších 15 let mělo vzdělání 41,4 % střední vč. vyučení (bez maturity). Počet vysokoškoláků dosahoval 8,1 % a bez vzdělání bylo 1,1 % obyvatel.
Z cenzu dále vyplývá, že ve městě žilo 310 ekonomicky aktivních občanů. Celkem 88,7 % z nich se řadilo mezi zaměstnané, z nichž 67,1 % patřilo mezi zaměstnance, 3,9 % k zaměstnavatelům a zbytek pracoval na vlastní účet. Oproti tomu celých 47,1 % občanů nebylo ekonomicky aktivních (to jsou například nepracující důchodci či žáci, studenti nebo učni) a zbytek svou ekonomickou aktivitu uvést nechtěl. Úhrnem 281 obyvatel obce (což je 44,7 %) se hlásilo k české národnosti. Dále 190 obyvatel k Moravanům a 11 ke Slovákům. 262 obyvatel obce svou národnost neuvedlo.
Vývoj počtu obyvatel za celou obec i za jeho jednotlivé části uvádí tabulka níže, ve které se zobrazuje i příslušnost jednotlivých částí k obci či následné odtržení.
| Místní části   | Místní části  | 1869 | 1880 | 1890 | 1900 | 1910 | 1921 | 1930 | 1950 | 1961 | 1970 | 1980 | 1991 | 2001 | 2011 |
| -------------- | ------------- | ---- | ---- | ---- | ---- | ---- | ---- | ---- | ---- | ---- | ---- | ---- | ---- | ---- | ---- |
| Počet obyvatel | část Rašovice | 674  | 731  | 766  | 763  | 892  | 896  | 903  | 865  | 891  | 812  | 768  | 668  | 667  | 629  |
| Počet domů     | část Rašovice | 141  | 151  | 158  | 163  | 166  | 169  | 195  | 232  | 232  | 223  | 218  | 253  | 245  | 245  |

### Náboženský život
Obec je sídlem římskokatolické farnosti Křižanovice u Bučovic. Ta je součástí slavkovského děkanství – Brněnské diecéze v Moravské provincii. Farním kostelem je kostel Nanebevzetí Panny Marie v Křižanovicích. Při cenzu prováděném v roce 2011 se 228 obyvatel obce (36 %) označilo za věřící. Z tohoto počtu se 178 hlásilo k církvi či náboženské obci, a sice 150 obyvatel k římskokatolické církvi (24 % ze všech obyvatel obce), dále – 3 k Církvi československé husitské a 5 k českobratrským evangelíkům. Úhrnem 139 obyvatel se označilo bez náboženské víry a 262 lidí odmítlo na otázku své náboženské víry odpovědět.

## Pamětihodnosti
- Kostel svatých Cyrila a Metoděje
- Socha svatého Floriána

## Osobnosti
- Jaroslav Gregor